# Psychrobacter
Genre
Psychrobacter est un genre de bactérie appartenant à la classe des Gammaproteobacteria, à coloration de Gram négatif, aérobie strict, chimiohétérotrophe, adapté au froid et osmotolérant. Les cellules sont sphériques à bacillaires.

## Habitats
Le genre Psychrobacter est trouvé dans une large gamme d’habitat. Un grand nombre d’espèces étudiées sont isolées d’environnement froid et salin (eau de mer glaciale, pergélisol) et d’environnement marin plus conventionnel (eau de mer, sédiment marin, marais salant). Certaines espèces font partie de la flore microbienne alimentaire : poisson salé, poisson frais, fruits de mer fermentés, de fromage. Des espèces peuvent altérer les aliments.

## Description de quelques espèces
- Psychrobacter immobilis : cette espèce est isolée de l'eau de mer, de poissons et de viandes. Elle peut être impliquée dans l'altération de produits alimentaires. Elle est aussi parfois isolée d'échantillons cliniques (abcès, plaies, LCR, cathéters...).
- Psychrobacter fozii est isolée de sédiments marins et d'eau de mer.
- Psychrobacter frigidicola a été isolée du sol de l'Antarctique.
- Psychrobacter pacifiensis a été isolée de l'Océan, à 6 000 m de profondeur.
- Psychrobacter phenylpyruvicus est isolée de l'appareil génito-urinaire ou de l'intestin des mammifères.
- Psychrobacter pulmonis a été reconnue comme pathogène (isolée de poumons d'agneaux).

## Liste d'espèces
Selon ITIS (9 mars 2020) :
- Psychrobacter adeliensis Shivaji & al., 2005
- Psychrobacter aestuarii Baik & al., 2010
- Psychrobacter alimentarius Yoon & al., 2005
- Psychrobacter aquaticus Shivaji & al., 2005
- Psychrobacter aquimaris Yoon & al., 2005
- Psychrobacter arcticus Bakermans & al., 2006
- Psychrobacter arenosus Romanenko & al., 2004
- Psychrobacter celer Yoon & al., 2005
- Psychrobacter cibarius Jung & al., 2005
- Psychrobacter cryohalolentis Bakermans & al., 2006
- Psychrobacter faecalis Kämpfer & al., 2002 emend. Deschaght & al., 2012
- Psychrobacter fozii Bozal & al., 2003
- Psychrobacter frigidicola Bowman & al., 1996
- Psychrobacter fulvigenes Romanenko & al., 2009
- Psychrobacter glacincola Bowman & al., 1997
- Psychrobacter immobilis Juni & Heym, 1986
- Psychrobacter jeotgali Yoon & al., 2003
- Psychrobacter luti Bozal & al., 2003
- Psychrobacter lutiphocae Yassin & Busse, 2009
- Psychrobacter marincola Romanenko & al., 2002
- Psychrobacter maritimus Romanenko & al., 2004
- Psychrobacter namhaensis Yoon & al., 2005
- Psychrobacter nivimaris Heuchert & al., 2004
- Psychrobacter okhotskensis Yumoto & al., 2003
- Psychrobacter pacificensis Maruyama & al., 2000
- Psychrobacter phenylpyruvicus (Bøvre & Henriksen, 1967) Bowman & al., 1996
- Psychrobacter piscatorii Yumoto & al., 2010
- Psychrobacter proteolyticus Denner & al., 2001
- Psychrobacter pulmonis Vela & al., 2003
- Psychrobacter salsus Shivaji & al., 2005
- Psychrobacter sanguinis Wirth & al., 2012
- Psychrobacter submarinus Romanenko & al., 2002
- Psychrobacter urativorans Bowman & al., 1996
- Psychrobacter vallis Shivaji & al., 2005

## Utilisation
Certaines souches présentent un intérêt biotechnologique comme la production de protéines et enzymes actives à des températures froides (pour des modifications de substances thermolabiles par exemple).

## Publication originale
- (en) Elliot Juni et Gloria A. Heym, « Psychrobacter immobilis gen. nov., sp. nov.: Genospecies Composed of Gram-Negative, Aerobic, Oxidase-Positive Coccobacilli », International Journal of Systematic Bacteriology, vol. 36, no 3,‎ 1er juillet 1986, p. 388–391 (ISSN 0020-7713, 1465-2102 et 1070-6259, DOI 10.1099/00207713-36-3-388).